# Serhij Marczenko
Serhij Mychajłowycz Marczenko, ukr. Сергій Михайлович Марченко (ur. 24 stycznia 1981 w Makarowie) – ukraiński ekonomista i urzędnik państwowy, w latach 2016–2018 wiceminister finansów, od 2018 do 2019 zastępca szefa Administracji Prezydenta Ukrainy, od 2020 minister finansów.

## Życiorys
W 2002 ukończył Akademię Państwowej Służby Podatkowej Ukrainy w Irpieniu, uzyskał magisterium z zakresu zarządzania finansami. W 2009 został kandydatem nauk ekonomicznych. Podjął pracę jako urzędnik państwowy, w latach 2002–2011 pracował m.in. w resorcie finansów, służbie skarbowej i sekretariacie Gabinetu Ministrów Ukrainy. Od 2011 do 2013 był zatrudniony w centrum do spraw koordynacji i wdrażania reform pod przewodnictwem prezydenta Ukrainy, brał udział w opracowaniu kodeksu budżetowego. Później pracował jako ekspert w centrum analitycznym, a także jako dyrektor programu akademickiego.
Od maja 2016 do lipca 2018 był wiceministrem finansów (zakończył urzędowanie wkrótce po dymisji ministra Ołeksandra Danyluka). Od sierpnia 2018 do maja 2019 pełnił funkcję zastępcy szefa Administracji Prezydenta Ukrainy Petra Poroszenki. W 2019 bez powodzenia ubiegał się o mandat poselski z listy ugrupowania Ukraińska Strategia Hrojsmana premiera Wołodymyra Hrojsmana. W marcu 2020 został powołany na ministra finansów w rządzie Denysa Szmyhala. Pozostał na tym stanowisku również w utworzonym w lipcu 2025 gabinecie Julii Swyrydenko.